# Tilen Bartol
Tilen Bartol (17 aprile 1997) è un saltatore con gli sci sloveno.

## Biografia
Bartol, attivo in gare FIS dal marzo del 2013, in Coppa Continentale ha esordito il 27 dicembre 2014 a Engelberg (56º), ha colto il primo podio l'11 dicembre 2015 a Rena (3º) e la prima vittoria il giorno successivo nella medesima località.
Ha esordito in Coppa del Mondo il 29 dicembre dello stesso anno a Oberstdorf (47º), ai Mondiali di volo a Oberstdorf 2018, piazzandosi 39º nella gara individuale, e ai Giochi olimpici invernali a Pyeongchang 2018, dove si è classificato 16º nel trampolino normale, 17º nel trampolino lungo e 5º nella gara a squadre. Il 17 marzo 2018 ha ottenuto a Vikersund il suo primo podio in Coppa del Mondo (3º).

## Palmarès

### Mondiali juniores
- 2 medaglie:
  - 2 ori (gara a squadre, gara a squadre mista a Park City 2017)

### Coppa del Mondo
- Miglior piazzamento in classifica generale: 47º nel 2021
- 1 podio (a squadre):
  - 1 terzo posto

### Coppa Continentale
- Miglior piazzamento in classifica generale: 17º nel 2017
- 13 podi:
  - 4 vittorie
  - 5 secondi posti
  - 4 secondi posti

#### Coppa Continentale - vittorie
| Data             | Località    | Nazione  | Trampolino                |
| ---------------- | ----------- | -------- | ------------------------- |
| 12 dicembre 2015 | Rena        | Norvegia | Renabakken HS111          |
| 13 dicembre 2015 | Rena        | Norvegia | Renabakken HS139          |
| 19 febbraio 2017 | Planica     | Slovenia | Bloudkova velikanka HS139 |
| 1 ottobre 2017   | Klingenthal | Germania | Vogtland Arena HS140      |